# Astra Sharma
Astra Sharma (nascida em 11 de setembro de 1995) é uma tenista profissional australiana nascida em Singapura. Ela tem a classificação WTA mais alta de sua carreira, 84 em simples e a 91ª posição mundial em duplas.
Sharma ganhou um título de simples e três títulos de duplas no WTA Tour, bem como oito títulos de simples e sete de duplas no Circuito feminino da ITF.
Em dezembro de 2017, ela venceu o Australian Open Wildcard Playoff ao lado de Belinda Woolcock [en], garantindo sua entrada na chave principal do Australian Open de 2018.
O destaque de sua carreira veio no Australian Open de 2019, quando ela e o também australiano  John-Patrick Smith chegaram à final da competição de duplas mistas, após receberem um "wild card" para entrar na chave principal.

## Vida pessoal
Astra nasceu e foi criada em Singapura, filha de pais singapurianos, antes de seus pais se mudarem para Perth, Austrália Ocidental, em 2005, quando ela tinha dez anos. Ela frequentou a Applecross Senior High School. Como júnior, ela treinou no Bullcreek Tennis Club, perto de Willeton.
A mãe de Astra, Susan Tan, é chinesa adotiva de ascendència peranacaniana-singapuriana. Ela era uma velocista do CHIJ Saint Theresa's Convent. O pai de Sharma, Devdutt Sharma, é um indiano de Singapura. Ele era um saltador em altura. Ele frequentou a Raffles Institution (RI) e a National University of Singapore (NUS). Ele trabalhou como engenheiro acústico e serviu como oficial de artilharia durante seu serviço nas Forças Armadas de Cingapura (SAF).
Astra foi batizada, em homenagem aos Astras [en] empunhados pelos deuses hindus, tem um irmão mais velho, Ashwin, que também seguiu carreira no tênis. Astra geralmente fala singlish em casa com seus pais, e seu prato favorito é o arroz de frango Hainanese [en], prato de Singapura.

## Destaques da carreira

### 2011–2014
Sharma fez sua estreia no Circuito ITF em outubro de 2011, após se classificar em Kargoorlie. Em 2012, Sharma disputou apenas quatro torneios, sem vencer. Em março de 2013, ela chegou às quartas de final em duplas em um evento da ITF em Sydney. Em 2014, ela disputou as eliminatórias em três torneios nos Estados Unidos, chegando ao sorteio principal em apenas um, onde perdeu na primeira fase.
Em 2015, Sharma disputou apenas três torneios no Circuito ITF, chegando às quartas de final como melhor em todos os três. Ela conquistou seu primeiro título em julho de 2015 em Sharm El Sheikh, no Egito. Sharma terminou a temporada com uma classificação individual de 787. Ela também recebeu uma bolsa de estudos para a Vanderbilt University, graduando-se em 2018, com especialização em Medicina, Saúde e Sociedade, ao longo do caminho ajudando os Commodores [en] a vencer seu primeiro torneio de equipe da NCAA em 2015, com várias honras. como uma seleção para a equipe SEC All Freshman de 2014 e sendo a Jogadora do Ano da SEC de 2017. Originalmente com a intenção de se tornar uma cirurgiã ortopédica, ela decidiu não continuar na faculdade de medicina quando sua carreira no tênis profissional decolou. Ainda assim, em 2022 ela usou uma parceria entre a WTA e a University of Florida para obter um mestrado em Fisiologia Aplicada e Cinesiologia.

### 2016–2018

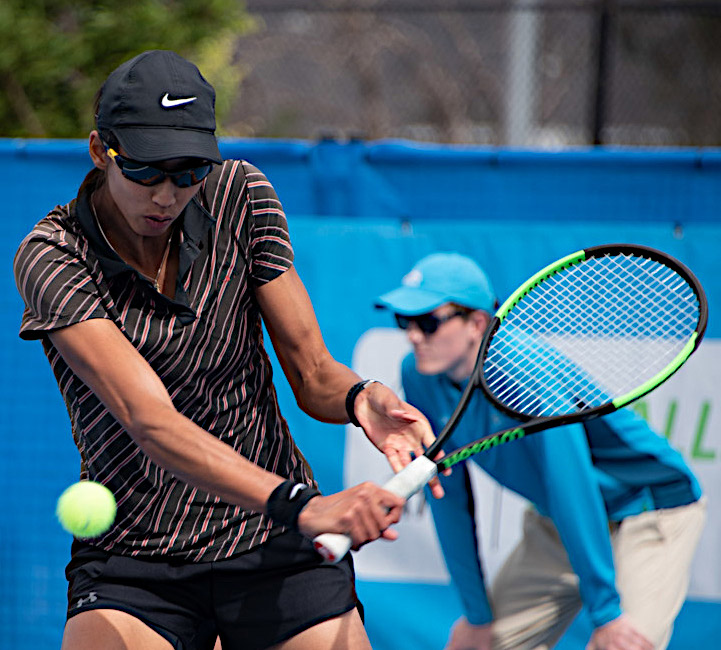
Sharma em Canberra, 2018.

Em 2016, Sharma competiu no Circuito Europeu da ITF. Ela teve pouco sucesso em simples, mas ao lado de Frances Altick [en], conquistou dois títulos de duplas em julho, sendo um deles um torneio de US$ 60k na holanda.
Ela começou a temporada seguinte em junho, se classificando e chegando à chave principal em Sumter, EUA chegando até as quartas de final. Em julho e agosto de 2017, Sharma conquistou seu segundo e terceiro títulos da ITF em Târgu Jiu e Graz. Ela terminou o ano com uma classificação individual de 424 pela WTA.
Em 2018, Sharma competiu principalmente em eventos da ITF na América do Norte. Em março, ela chegou à final do ITF Orlando. Em junho e julho, ela conquistou seu quarto e quinto títulos de simples em Baton Rouge e Gatineau, no Canadá. Em outubro, ela voltou para a Austrália e chegou às quartas de final em três torneios consagrados. Sharma terminou 2018 com uma classificação individual de 231 na WTA.

### 2019
Em janeiro, Sharma se classificou para o Australian Open e venceu sua partida da primeira rodada sobre a também australiana Priscilla Hon [en], antes de perder na segunda rodada. Em duplas mistas, ela e John-Patrick Smith chegaram à final depois de derrotar a dupla cabeça-de-chave Nº 2 de Bruno Soares e Nicole Melichar nas semifinais, mas perderam para a dupla 3ª cabeça-de-chave, Barbora Krejčíková e Rajeev Ram. Em março, Sharma ganhou um torneio de US$ 25k em simples e duplas em Irapuato, no México. Em abril, Sharma alcançou sua primeira final do WTA Tour, perdendo para Amanda Anisimova na Copa Colsanitas em três sets. Em maio, ela se classificou e chegou à segunda fase do Internationaux de Strasbourg, perdendo posteriormente na primeira fase do Aberto da França tanto em simples quanto em duplas. Sharma competiu em eventos qualificatórios durante a temporada europeia de quadra de grama e perdeu na primeira rodada de Wimbledon em simples e na segunda rodada em duplas. Em agosto, ela viajou para a América do Norte e passou pela qualificatória de Cincinnati. No US Open, Sharma perdeu na primeira rodada para Magda Linette em dois sets. Ela terminou o ano com uma classificação de simples de 108 e uma classificação de duplas de 136.

### 2020

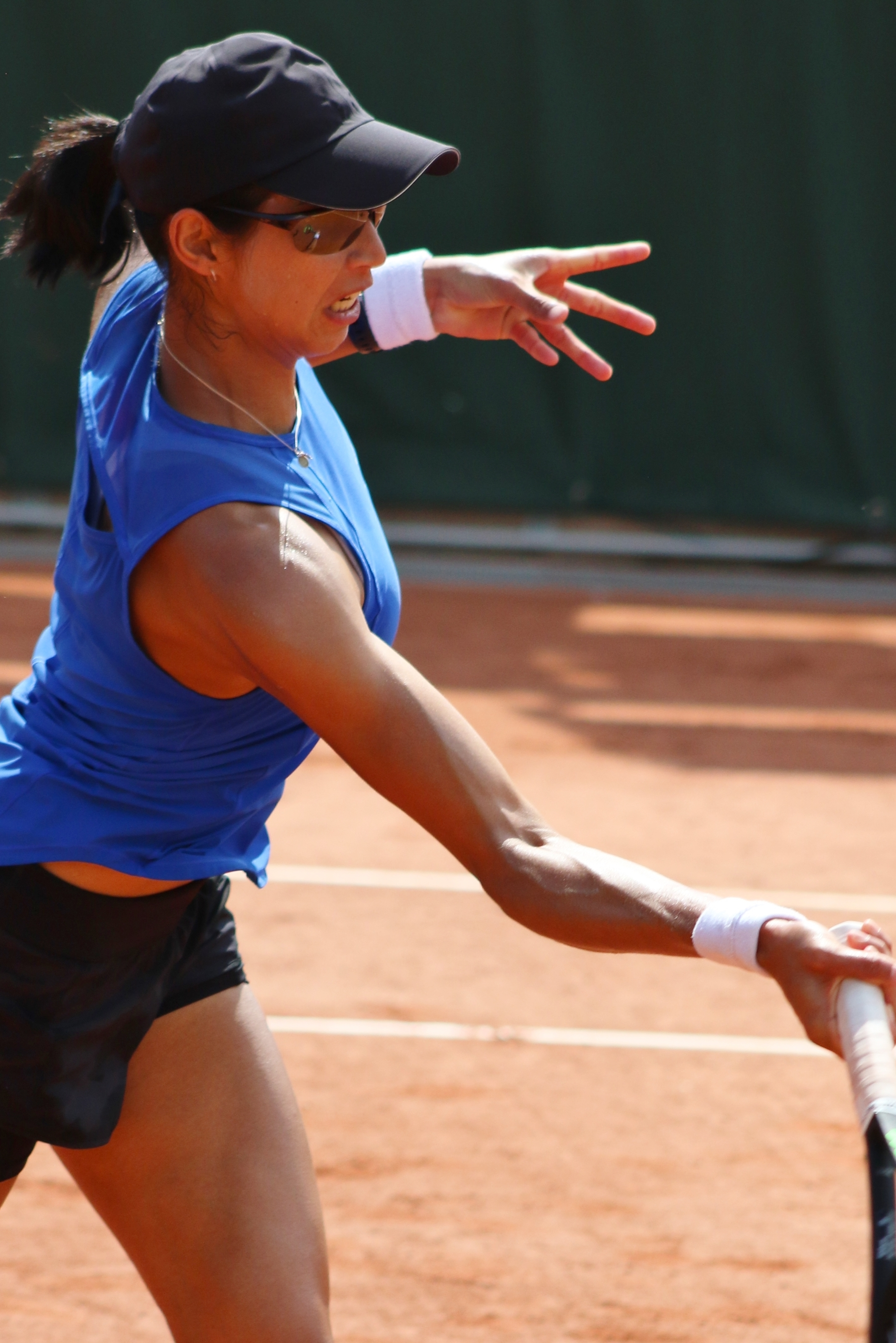
Sharma em Roland Garros, 2021.

Sharma começou 2020, perdendo nas primeiras rodadas de simples e duplas do Hobart International e do Australian Open. Para as duplas mistas, ela fez parceria novamente com John-Patrick Smith, e eles chegaram às semifinais em Melbourne. Em março, Sharma alcançou a segunda rodada do Monterrey Open e as quartas de final do evento ITF em Irapuato, México, antes que a turnê fosse interrompida devido à pandemia de COVID-19.
No US Open, Sharma perdeu na primeira rodada para a 19ª cabeça-de-chave Dayana Yastremska no "tie break" do terceiro set.
Ela passou pela qualificatória do Aberto da França e chegou à segunda rodada, perdendo para Ekaterina Alexandrova em dois sets no evento realizado muito mais tarde naquele ano.

### 2021

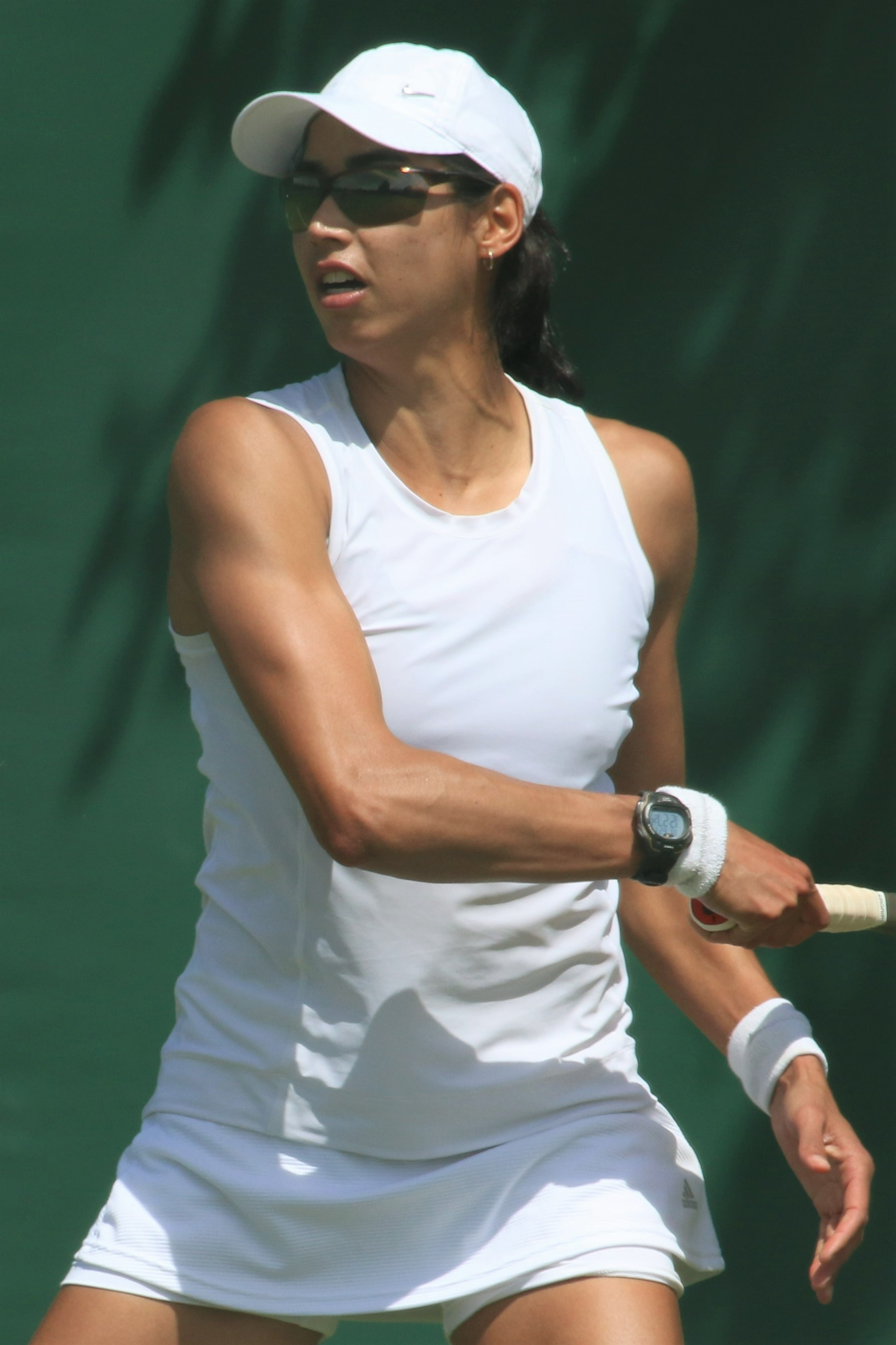
Sharma em Wimbledon, 2022.

Sharma começou 2021 perdendo na primeira rodada do Gippsland Trophy em três sets e chegando às oitavas de final em dupla com Destanee Aiava quando perderam para a dupla Barbora Krejcikova / Katerina Siniakova no "super tiebreak". Ela derrotou a cabeça-de-chave Ons Jabeur para ganhar o Charleston Open (WTA 250), seu primeiro título de nível WTA Tour.
Em maio, Sharma fez a segunda rodada do Aberto da França pelo segundo ano consecutivo onde perdeu para a mesma Ons Jabeur de quem tinha ganho em Charleston. Em junho, ela entrou em Wimbledon como uma "lucky loser" e foi derrotada por Kristýna Plíšková na primeira rodada apesar de ter vencido o primeiro set.
Sharma perdeu na primeira rodada da qualificatória para o Aberto do Canadá e também o Aberto de Cincinnati. No US Open, ela passou pela qualificatória antes de perder para a oitava cabeça-de-chave Barbora Krejčíková na primeira rodada. Em outubro, ela chegou à segunda rodada no Indian Wells Open quando se retirou na partida contra Daria Kasatkina.
Sharma encerrou 2021 com uma classificação de simples de 96, um recorde de final de ano na carreira e uma classificação de duplas em 107º lugar no mundo.

### 2022
Sem grandes destaques na carreira, Sharma passou pela qualificatória como "lucky loser" e em março, alcançou a segunda rodada no Indian Wells Open pelo segundo ano consecutivo.
Em maio, chegou à quartas de final no torneio de US$ 60k Saint Gaudens, na França quando abandonou. Também chegou às quartas em Rabat onde perdeu para Claire Liu [en] em dois sets. Depois de passar pela qualificatória em Wimbledon ela perdeu na primeira rodada em três sets para Tatjana Maria.
Em outubro, Sharma chegou às quartas de final em um torneio de US$ 60k da ITF em Las Vegas, Nevada, USA.
Sua classificação de simples caiu para a posição 200, em 25 de julho de 2022 e encerrou o ano como 231ª do mundo.

### 2023
Sharma iniciou a temporada chegando à quartas de final do Advisory Canberra International [en]. Passou pela qualificatória do Thailand Open e perdeu na primeira rodada para Tamara Zidansek [en].

## Estatísticas da carreira

### Quadros de linha de tempo
| V | F | SF | QF | #R | RR | Q# | P# | NQ | NP | Z# | PO | O | P | B | NTM | NTI | A | NO |

 •  (V) vencedor; (F) finalista; (SF) semifinalista; (QF) quartas de final; (#R) rodada 4, 3, 2, 1; (RR) round-robin; (Q#) rodada qualificatória;  (NQ) não qualificado; (NP) não participou;  (NO) não ocorreu; (TS) taxa de sucesso (eventos vencidos / participados); (V–P) jogos vencidos-perdidos.
 •  Para evitar confusões e contagem em duplicidade, esses quadros são atualizados após a conclusão de um torneio ou quando a participação de um jogador termina.

#### Simples
| Torneio                  | 2019 | 2020 | 2021  | 2022 | 2023 | TS                    | V–P                   | % de Vitórias         |
| ------------------------ | ---- | ---- | ----- | ---- | ---- | --------------------- | --------------------- | --------------------- |
| Torneios de Grand Slam   |      |      |       |      |      |                       |                       |                       |
| Australian Open          | 2R   | 1R   | 1R    | 1R   | Q2   | 0 / 4                 | 1–4                   | 20%                   |
| Aberto da França         | 1R   | 2R   | 2R    | 1R   |      | 0 / 4                 | 2–4                   | 33%                   |
| Wimbledon                | 1R   | NO   | 1R    | 1R   |      | 0 / 3                 | 0–3                   | 0%                    |
| US Open                  | 1R   | 1R   | 1R    | Q3   |      | 0 / 3                 | 0–3                   | 0%                    |
| Vencidos-Perdidos        | 1–4  | 1–3  | 1–4   | 0–3  | 0–0  | 0 / 14                | 3–14                  | 18%                   |
| WTA 1000                 |      |      |       |      |      |                       |                       |                       |
| Dubai / Qatar Open       | NP   | NP   | NP    | Q1   | NP   | 0 / 0                 | 0–0                   | –                     |
| Indian Wells Open        | NP   | NO   | 2R    | 2R   | NP   | 0 / 2                 | 2–2                   | 50%                   |
| Miami Open               | NP   | NO   | Q1    | 1R   | NP   | 0 / 1                 | 0–1                   | 0%                    |
| Madrid Open              | NP   | NH   | NP    | NP   |      | 0 / 0                 | 0–0                   | –                     |
| Italian Open             | NP   | NP   | NP    | NP   |      | 0 / 0                 | 0–0                   | –                     |
| Canadian Open            | Q1   | NO   | Q1    | NP   |      | 0 / 0                 | 0–0                   | –                     |
| Cincinnati Open          | 1R   | Q2   | Q1    | NP   |      | 0 / 1                 | 0–1                   | 0%                    |
| Wuhan Open               | NP   | NO   | NO    | NO   |      | 0 / 0                 | 0–0                   | –                     |
| China Open               | Q1   | NO   | NO    | NO   |      | 0 / 0                 | 0–0                   | –                     |
| Guadalajara Open         | NO   | NO   | NO    | NP   |      | 0 / 0                 | 0–0                   | –                     |
| Estatísticas da carreira |      |      |       |      |      |                       |                       |                       |
| Torneios                 | 10   | 5    | 12    | 11   | 1    | Total da carreira: 39 | Total da carreira: 39 | Total da carreira: 39 |
| Títulos                  | 0    | 0    | 1     | 0    | 0    | Total da carreira: 1  | Total da carreira: 1  | Total da carreira: 1  |
| Finais                   | 1    | 0    | 1     | 0    | 0    | Total da carreira: 2  | Total da carreira: 2  | Total da carreira: 2  |
| Vencidos-Perdidos geral  | 7–10 | 2–5  | 12–11 | 3–11 | 0–1  | 1 / 39                | 24–39                 | 38%                   |
| Ranking de final de ano  | 108  | 128  | 96    | 231  |      | $1,599,235            | $1,599,235            | $1,599,235            |

#### Duplas
| Torneio                  | 2018 | 2019 | 2020 | 2021  | 2022 | 2023 | TS                    | V–P                   | % de Vitórias         |
| ------------------------ | ---- | ---- | ---- | ----- | ---- | ---- | --------------------- | --------------------- | --------------------- |
| Torneios de Grand Slam   |      |      |      |       |      |      |                       |                       |                       |
| Australian Open          | 1R   | 1R   | 1R   | 1R    | NP   | 1R   | 0 / 5                 | 0–5                   | 0%                    |
| Aberto da França         | NP   | 1R   | 1R   | 1R    | NP   |      | 0 / 3                 | 0–3                   | 0%                    |
| Wimbledon                | NP   | 2R   | NO   | NP    | 1R   |      | 0 / 2                 | 1–2                   | 33%                   |
| US Open                  | NP   | NP   | NP   | 1R    | NP   |      | 0 / 1                 | 0–1                   | 0%                    |
| Vencidos-Perdidos        | 0–1  | 1–3  | 0–2  | 0–3   | 0–1  | 0–1  | 0 / 11                | 1–11                  | 8%                    |
| Estatísticas da carreira |      |      |      |       |      |      |                       |                       |                       |
| Torneios                 | 1    | 6    | 5    | 13    | 9    | 1    | Total da carreira: 35 | Total da carreira: 35 | Total da carreira: 35 |
| Títulos                  | 0    | 1    | 0    | 1     | 1    | 0    | Total da carreira: 3  | Total da carreira: 3  | Total da carreira: 3  |
| Finais                   | 0    | 1    | 0    | 2     | 1    | 0    | Total da carreira: 4  | Total da carreira: 4  | Total da carreira: 4  |
| Vencidos-Perdidos geral  | 0–1  | 4–5  | 2–5  | 11–12 | 8–8  | 0–1  | 3 / 35                | 25–32                 | 44%                   |
| Ranking de final de ano  | 327  | 136  | 109  | 107   | 117  |      |                       |                       |                       |

#### Duplas mistas
| Torneio           | 2019 | 2020 | 2021 | 2022 | 2023 | TS    | V–P | % de Vitórias |
| ----------------- | ---- | ---- | ---- | ---- | ---- | ----- | --- | ------------- |
| Australian Open   | F    | SF   | 1R   | 1R   | NP   | 0 / 4 | 7–4 | 64%           |
| Aberto da França  | NP   | NO   | NP   | NP   |      | 0 / 0 | 0–0 | –             |
| Wimbledon         | NP   | NH   | NP   | NP   |      | 0 / 0 | 0–0 | –             |
| US Open           | NP   | NO   | NP   | NP   |      | 0 / 0 | 0–0 | –             |
| Vencidos-Perdidos | 4–1  | 3–1  | 0–1  | 0–1  | 0–0  | 0 / 4 | 7–4 | 64%           |

## Finais de torneios Grand Slam

### Duplas mistas: 1 (finalista)
| Status | Ano  | Torneio         | Superfície | Parceiro           | Oponentes                     | Placar        |
| ------ | ---- | --------------- | ---------- | ------------------ | ----------------------------- | ------------- |
| Perdeu | 2019 | Australian Open | Duro       | John-Patrick Smith | Barbora Krejčíková Rajeev Ram | 6–7(3–7), 1–6 |

## Finais WTA da careira

### Simples: 2 (1 ttítulo, 1 final)
| Legenda       |
| ------------- |
| Grand Slam    |
| WTA 1000      |
| WTA 500       |
| WTA 250 (1–1) |

| Finais por superfície |
| --------------------- |
| Dura (0–0)            |
| Grama (0–0)           |
| Saibro (1–1)          |
| Carpete (0–0)         |

| Status | V–D | Data     | Torneio                         | Nível         | Superfície     | Oponente         | Placar        |
| ------ | --- | -------- | ------------------------------- | ------------- | -------------- | ---------------- | ------------- |
| Perdeu | 0–1 | Abr 2019 | Copa Colsanitas, Colombia       | Internacional | Saibro         | Amanda Anisimova | 6–4, 4–6, 1–6 |
| Venceu | 1–1 | Abr 2021 | Charleston Open, Estados Unidos | WTA 250       | Saibro (verde) | Ons Jabeur       | 2–6, 7–5, 6–1 |

### Duplas: 4 (3 títulos, 1 final)
| Legenda       |
| ------------- |
| Grand Slam    |
| WTA 1000      |
| WTA 500       |
| WTA 250 (3–1) |

| Finais por superfície |
| --------------------- |
| Dura (1–0)            |
| Grama (0–0)           |
| Saibro (2–1)          |
| Carpete (0–0)         |

| Status | W–L | Data     | Torneio                         | Nível         | Superfície | Parceiro             | Oponentes                       | Placar           |
| ------ | --- | -------- | ------------------------------- | ------------- | ---------- | -------------------- | ------------------------------- | ---------------- |
| Venceu | 1–0 | Abr 2019 | Copa Colsanitas, Colombia       | Internacional | Saibro     | Zoe Hives            | Hayley Carter Ena Shibahara     | 6–1, 6–2         |
| Venceu | 2–0 | Mar 2021 | Abierto Zapopan, México         | WTA 250       | Dura       | Ellen Perez          | Desirae Krawczyk Giuliana Olmos | 6–4, 6–4         |
| Perdeu | 2–1 | Jul 2021 | Hamburg European Open, Alemanha | WTA 250       | Clay       | Rosalie van der Hoek | Jasmine Paolini Jil Teichmann   | 0–6, 4–6         |
| Venceu | 3–1 | Abr 2022 | Copa Colsanitas, Colombia (2)   | WTA 250       | Saibro     | Aldila Sutjiadi      | Emina Bektas Tara Moore         | 4–6, 6–4, [11–9] |

## Finais do Circuito ITF

### Simples: 9 (7 títulos, 2 finais)
| Legenda                   |
| ------------------------- |
| Torneios US$ 25,000 (4–1) |
| Torneios US$ 15,000 (2–1) |
| Torneios US$ 10,000 (1–0) |

| Finais por superfície |
| --------------------- |
| Dura (5–1)            |
| Saibro (2–1)          |
| Carpete (0–0)         |

| Status | V–D | Data     | Torneio                             | Nível  | Superfície | Oponente             | Placar             |
| ------ | --- | -------- | ----------------------------------- | ------ | ---------- | -------------------- | ------------------ |
| Venceu | 1–0 | Jul 2015 | ITF Sharm El Sheikh, Egito          | 10,000 | Dura       | Ola Abou Zekry       | 6–3, 2–6, 6–0      |
| Venceu | 2–0 | Jul 2017 | ITF Târgu Jiu, Romênia              | 15,000 | Saibro     | Belinda Woolcock     | 1–6, 6–2, 7–5      |
| Venceu | 3–0 | Ago 2017 | ITF Graz, Áustria                   | 15,000 | Clay       | Vendula Žovincová    | 2–6, 6–3, 6–2      |
| Perdeu | 3–1 | Out 2017 | ITF Toowoomba, Australia            | 25,000 | Hard       | Eri Hozumi           | 5–7, 2–6           |
| Perdeu | 3–2 | Mar 2018 | ITF Orlando, Estados Unidos         | 15,000 | Saibro     | Sophie Chang         | 3–6, 6–7(6–8)      |
| Venceu | 4–2 | Jun 2018 | ITF Baton Rouge, Estados Unidos     | 25,000 | Dura       | Maria Mateas         | 6–2, 6–1           |
| Venceu | 5–2 | Jul 2018 | Challenger de Gatineau [en], Canadá | 25,000 | Hard       | Victoria Rodríguez   | 3–6, 6–4, 6–3      |
| Venceu | 6–2 | Set 2018 | ITF Cairns, Austrália               | 25,000 | Dura       | Destanee Aiava       | 0–6, 7–6(7–5), 6–1 |
| Venceu | 7–2 | Mar 2019 | ITF Irapuato, México                | 25,000 | Dura       | Verónica Cepede Royg | 6–7(3–7), 6–4, 6–3 |

### Duplas: 8 (4 títulos, 4 finais)
| Legenda                    |
| -------------------------- |
| Torneios US$ 100,000 (0–1) |
| Torneios US$ 80,000 (0–1)  |
| Torneios US$ 25,000 (2–2)  |
| Torneios US$ 10,000 (2–0)  |

| Finais por superfície |
| --------------------- |
| Dura (2–2)            |
| Saibro (2–2)          |
| Grama (0–0)           |
| Carpete (0–0)         |

| Status | V–D | Data     | Torneio                                 | Nível   | Superfície | Parceiro         | Oponentes                               | Placar            |
| ------ | --- | -------- | --------------------------------------- | ------- | ---------- | ---------------- | --------------------------------------- | ----------------- |
| Venceu | 1–0 | Jul 2016 | ITF Amstelveen, Holanda                 | 10,000  | Saibro     | Frances Altick   | Erika Vogelsang Mandy Wagemaker         | 6–4, 6–2          |
| Venceu | 2–0 | Jul 2016 | ITF Knokke, Bélgica                     | 10,000  | Saibro     | Frances Altick   | Déborah Kerfs Kelly Versteeg            | 6–4, 6–4          |
| Perdeu | 2–1 | Out 2017 | ITF Cairns, Austrália                   | 25,000  | Dura       | Belinda Woolcock | Naiktha Bains Abigail Tere-Apisah       | 6–4, 2–6, [6–10]  |
| Venceu | 3–1 | Jun 2018 | ITF Sumter, Estados Unidos              | 25,000  | Dura       | Luisa Stefani    | Julia Elbaba Xu Shilin                  | 2–6, 6–3, [10–5]  |
| Perdeu | 3–2 | Jun 2018 | ITF Baton Rouge, Estados Unidos         | 25,000  | Dura       | Gabriela Talabă  | Hayley Carter Ena Shibahara             | 3–6, 4–6          |
| Venceu | 4–2 | Mar 2019 | ITF Irapuato, México                    | 25,000  | Dura       | Paige Hourigan   | Verónica Cepede Royg Renata Voráčová    | 6–1, 4–6, [12–10] |
| Perdeu | 4–3 | Abr 2019 | Dothan Classic [en], Estados Unidos     | 80,000  | Saibro     | Destanee Aiava   | Usue Maitane Arconada Caroline Dolehide | 6–7(5), 4–6       |
| Perdeu | 4–4 | Nov 2020 | ITF Charleston Pro [en], Estados Unidos | 100,000 | Saibro     | Mayar Sherif     | Magdalena Fręch Katarzyna Kawa          | 6–4, 4–6, [2–10]  |